# Liechtenstein nos Jogos Olímpicos de Verão de 1996
Liechtenstein participou dos Jogos Olímpicos de Verão de 1996 em Atlanta, Estados Unidos.

## Desempenho

### Atletismo(1 atleta)
Feminino
| Atleta         | Evento   | Final | Final   |
| Atleta         | Evento   | Marca | Posição |
| -------------- | -------- | ----- | ------- |
| Manuela Marxer | Heptatlo | DNF   | DNF     |

### Judô(1 atleta)
Feminino
| Atleta      | Evento | Pos. |      |
| ----------- | ------ | ---- | ---- |
| Birgit Blum | −61 kg | 20.ª | 20.ª |